# Pietro Antonio Avanzini
Pietro Antonio Avanzini (Plaisance, 1656-1733) est un peintre italien.

## Biographie
Pietro Antonio Avanzini a été formé par Marcantonio Franceschini à Bologne, et est décrit comme un peintre de peu d'originalité, copiant souvent les dessins de son maître. Parmi ses œuvres figurent quelques peintures dans le Duomo de Piacenza, achevées  en 1686. Toujours à Plaisance, pour la chapelle de Saint Bernardino da Siena dans l'église de la Basilique Santa Maria di Campagna, il a peint une Vierge et des saints. D'autres peinture se trouvent dans les églises de San Giovanni in Canale, San Simone, San Protasio et la Chiesa della Morte.